# Lagan, Nordirland
För andra betydelser, se Lagan (olika betydelser).
Lagan är en flod i Nordirland. Den är omkring 86,1 kilometer lång och rinner från Slieve Croob i Down och fortsätter senare ut i Belfast där den rinner ut i Belfast Lough, en fjordarm till Irländska sjön.